# SU-122
O SU-122 (em СУ-122, de Samokhodnaya Ustanovka 122) foi um canhão de assalto utilizado pela União Soviética durante a Segunda Guerra Mundial.  A designação SU significa Samokhodnaya Ustanovka (canhão autopropulsado) e o número "122" designa o calibre do seu armamento principal, o obus soviético M1938 (M-30), de 122 milímetros. Foi desenvolvido baseando-se no chassi do tanque médio T-34.
Apenas um SU-122 sobreviveu e está em exibição no Museu de Blindados de Kubinka, na região de Moscou.

## Desenvolvimento
O departamento de projetos da Usina de Maquinário Pesado de Ural (Uralsky Zavod Tyashologo Maschinostroeniya, УЗТМ / UZTM), em Sverdlovsk, projetou o SU-122 em novembro de 1942. Lev Israilevich Gorlitsky, um dos principais especialistas no desenvolvimento de veículos de artilharia autopropulsados médios na época, atuou como gerente de projeto. Depois que o Exército Vermelho Soviético aceitou o SU no mês seguinte, as operações começaram a produção em série.
A produção do SU-122 terminou após a construção de 638 unidades em agosto de 1943, quando as capacidades de produção foram liberadas para a fabricação do novo caça-tanques SU-85. Muitos componentes do SU-85, como o chassi, foram desenvolvimentos das partes correspondentes do SU-122. Durante todo o período de produção, não foram feitas diferentes versões deste veículo, mesmo que várias alterações fossem feitas. Uma delas dizia respeito ao escudo da peça, que nos últimos exemplares produzidos era o mesmo do SU-85. A diferença entre os diferentes comprimentos dos canos dos canhões, que no SU-122 é muito curto, no entanto, torna os dois veículos facilmente reconhecíveis. Uma pequena série de SU-122 foi construída usando o chassis do SU-100.
O Exército Vermelho usou o SU-122 em combate a partir de fevereiro de 1943. Os veículos foram usados com sucesso principalmente como canhões autopropulsados médios, às vezes assumindo o papel de obuses autopropulsados. As tentativas de usá-lo como caça-tanques falharam porque o canhão principal não era adequada para esse propósito. O pico de uso ativo foi na segunda metade de 1943. Após as pesadas perdas em 1944, os SU-122 eram então raros na frota de veículos das tropas soviéticas, com os veículos restantes individuais sendo usados em combate até o final da guerra.

### Conceito
No período entre guerras, os teóricos militares soviéticos trabalharam consistentemente para armar o Exército Vermelho com artilharia autopropulsada. Entre os vários desenvolvimentos considerados adequados para implementação prática estava o projeto de um veículo sobre lagartas sem torre totalmente blindado. A principal área de aplicação seria o apoio de fogo direto para unidades blindadas e de fuzileiros no campo de batalha. No entanto, a engenharia insuficiente no início da década de 1930 e a indústria fraca na União Soviética não tornaram possível realizá-lo por conta própria. Assim, o desenvolvimento do projeto e a possível construção de um modelo de teste foram encomendados à Daimler-Benz. No entanto, o empreiteiro não conseguiu concluir a obra no prazo acordado e apresentou seus empreendimentos em meados de 1932. O preço exigido pela Daimler-Benz também foi três vezes maior do que o inicialmente acordado. Como resultado, o lado soviético abandonou o acordo.

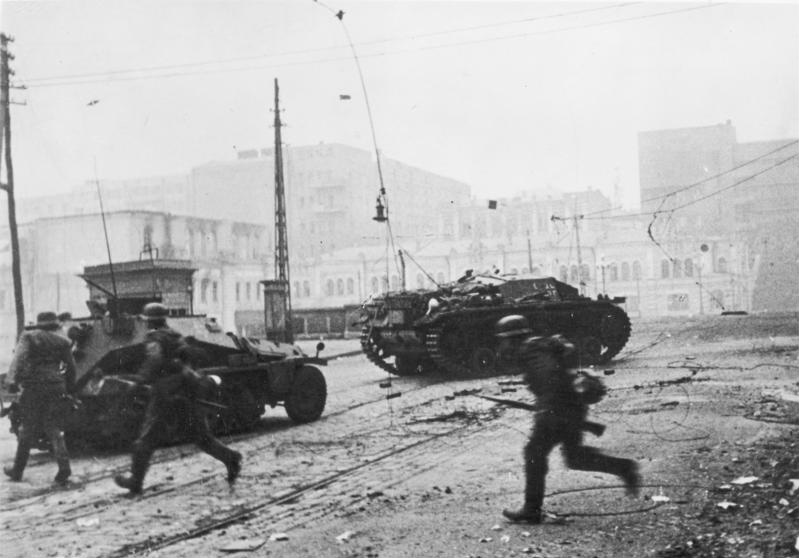
Uma peça de assalto StuG III Ausf.B provê apoio de fogo direto à infantaria da 57ª Divisão de Infantaria alemã durante combate de rua em Kharkov, em 23 de outubro de 1941.

O Alto Comando Soviético tornou-se interessado em canhões assalto após o sucesso do Sturmgeschütz III alemão na Batalha da França. Canhões de assalto tinha algumas vantagens sobre os tanques com torres. A falta de uma torre os tornam mais baratos e mais fáceis de se produzir. Eles podem ser construídos com um compartimento de combate maior e podem ser equipados com canhões maiores e mais potentes a um dado chassi. No entanto, canhões de assalto tem canhões com pouco ângulo horizontal, e necessitam manobrar-se para mudar de direção, e foram, portanto, menos adequados para combates próximos do que os tanques com torres. Havia duas alternativas, cada uma com suas próprias vantagens e desvantagens: um canhão autopropulsado sem torre semelhante ao StuG III, ou o “tanque de artilharia” mais comum do Exército Vermelho, como o BT-7A produzido em massa. A invasão alemã de 1941 pôs fim a todos esses trabalhos preliminares.

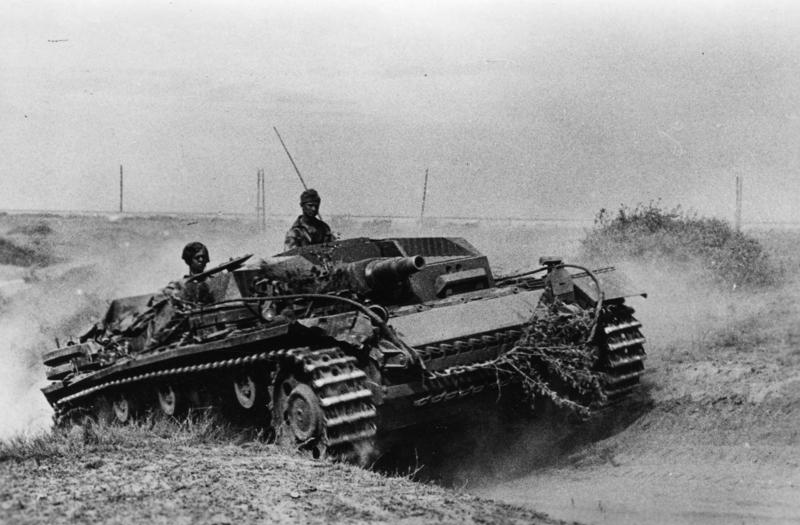
Sturmgeschütz III, versão inicial.

A análise dos primeiros seis meses de combate trouxe novamente aos especialistas soviéticos conhecimento sobre a eficácia dos canhões de assalto alemães. Nos dias 14 e 15 de abril de 1942, ocorreu a sessão plenária do Comitê de Artilharia; Entre os tópicos discutidos estava o desenvolvimento de seu próprio "Sturmpanzer" sem torre, cuja implementação agora era moldada pelas circunstâncias do curso da guerra. Em 1941, as forças blindadas do Exército Vermelho sofreram perdas catastróficas de material de combate, o rápido avanço da Wehrmacht alemã fez com que as capacidades industriais e as fontes de matérias-primas fossem perdidas. As fábricas de armamento mais importantes foram evacuadas com sucesso para o leste, mas nenhuma grande produção poderia ser esperada a curto prazo. No entanto, este era o principal requisito do Comitê de Defesa do Estado (em russo Государственный комитет обороны, abreviado ГКО - GKO) para cada usina, independentemente das condições lá. Adaptar-se a um novo local e restabelecer as conexões com fornecedores levou um certo tempo. Em tais condições, uma das maneiras importantes de realizar essa tarefa foi simplificar e baratear o projeto do tanque. É por isso que, após o plenário, os engenheiros N. V. Kurin e G. F. Ksyunin projetaram o tanque sem torre U-33. Este veículo usava o chassi T-34 e o canhão divisional SiS-22 76mm (uma variante do canhão divisional M1939 (USW) 76mm produzido durante a guerra) com um pedestal como armamento. A eliminação de uma torre reduziu o trabalho em 27% e reduziu a massa em 1,8 a 2,1 toneladas. A economia de peso também permitiu que a blindagem frontal fosse aumentada para 75mm ou mais. O projeto foi muito bem avaliado, mas permaneceu apenas no papel, pois a USTM estava muito ocupada com a organização da produção em série do T-34 que já havia sido organizada. Um pouco mais tarde, no verão de 1942, os projetistas da USTM voltaram a esta questão e em agosto apresentaram o projeto do tanque U-34 sem torre com o canhão de 76 mm F-34 (já o principal armamento do T-34) para o Comissariado do Povo da Indústria de Tanques (em russo Народный комиссариат танковой промышленности, abreviado НКТП – NKTP). Ao mesmo tempo, N. V. Kurin revisou o projeto U-33 para acomodar o obus M1938 (M-30) de 122 mm a bordo. Mas o USTM foi novamente muito usado pela produção em série do T-34. Como resultado, o trabalho no U-34 foi temporariamente interrompido e os documentos do U-33 foram levados para a Fábrica de Artilharia Nº 9 para mais desenvolvimento lá.

### Início dos trabalhos

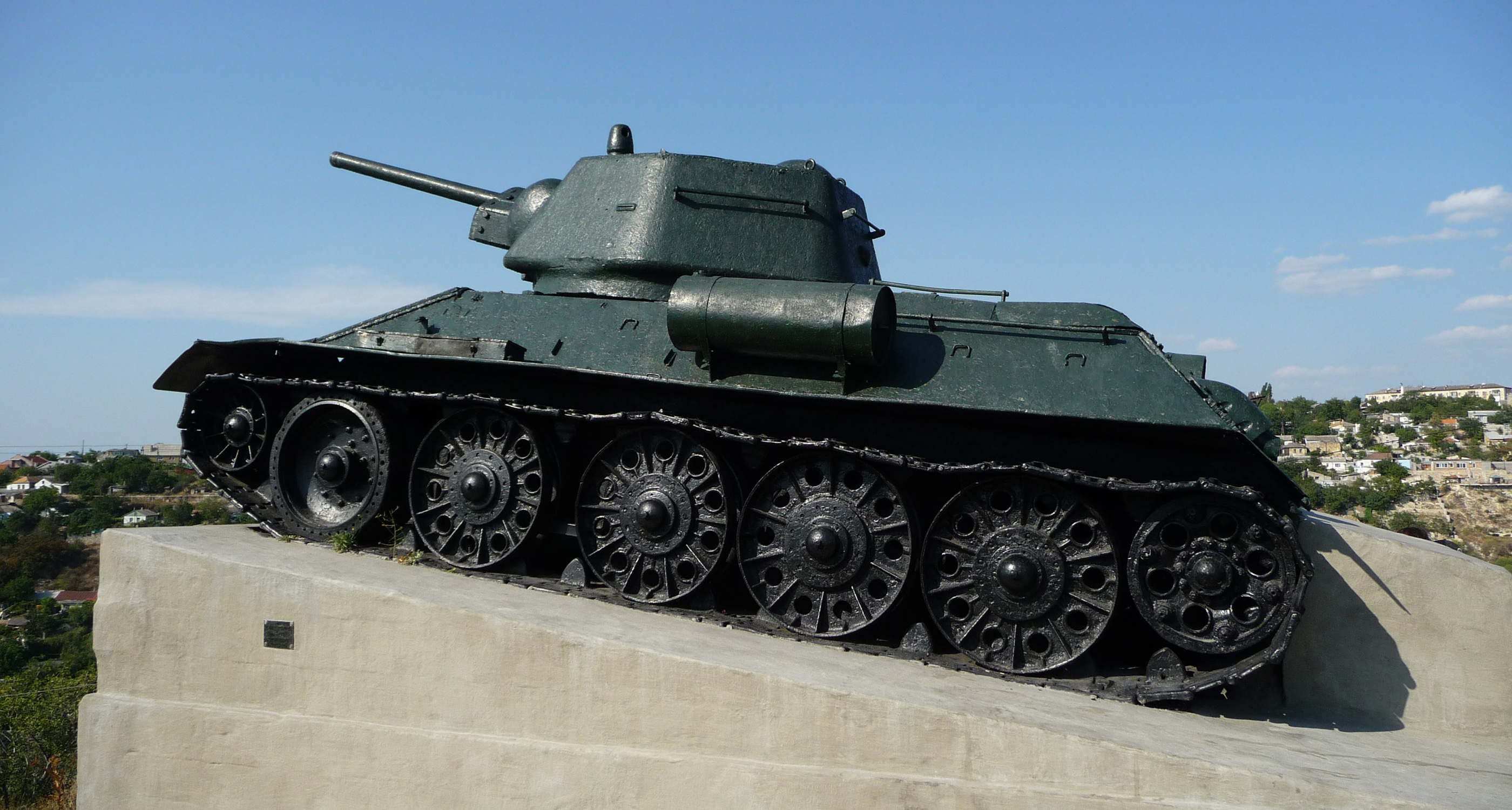
O tanque médio T-34, a base do SU-122.

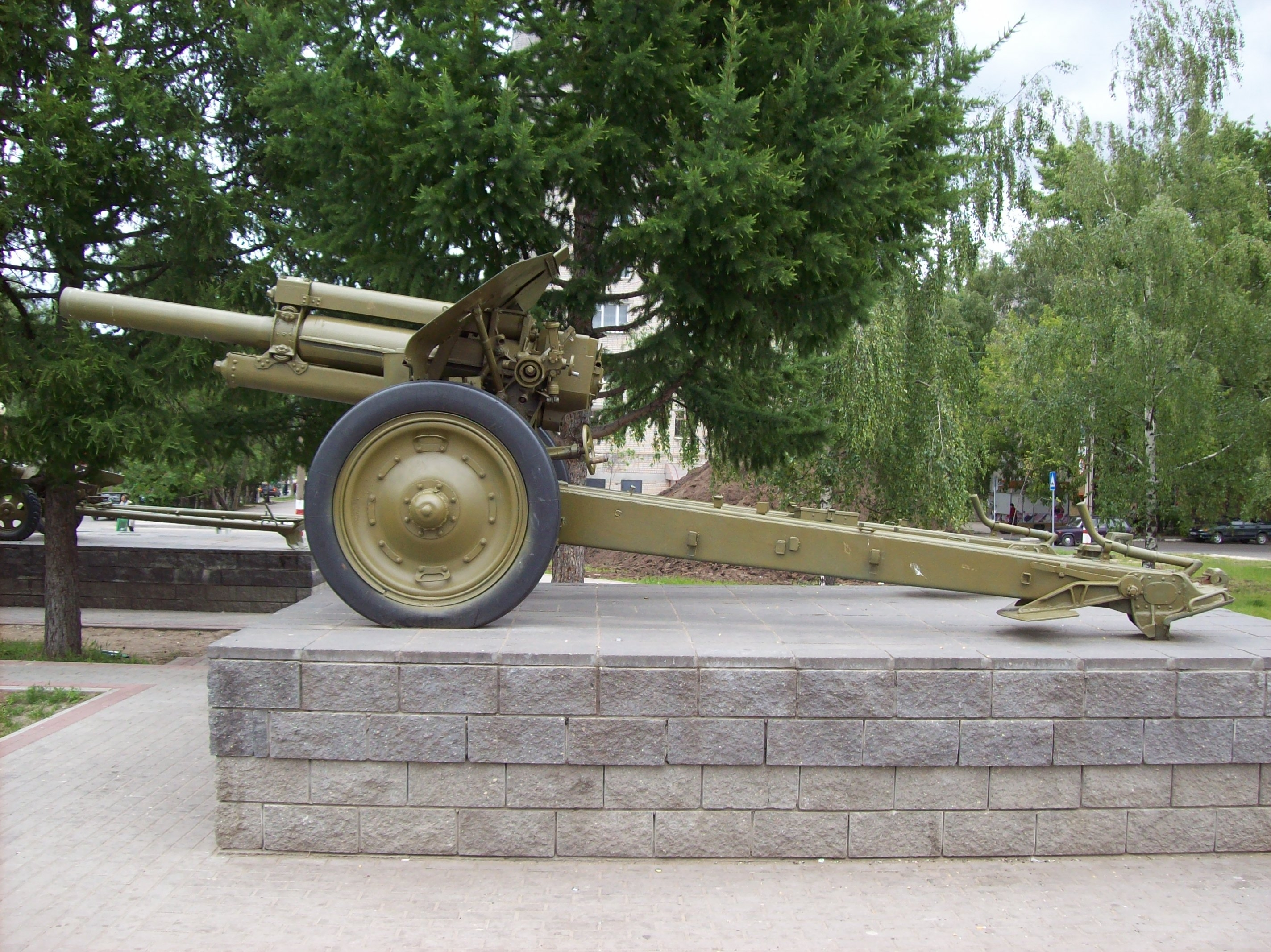
O obuseiro médio de campanha rebocado M-30.

Em abril de 1942, agências de projeto foram convidados a desenvolver vários canhões de assalto com vários armamentos: o obuseiro de campanha de 76,2mm ZiS-3, o obuseiro de 122mm M-30 de apoio de infantaria, ou obus de 152 mm ML-20, para romper fortificações inimigas. Em 19 de outubro de 1942, o GKO emitiu a Resolução nº 2429ss, que pedia o desenvolvimento de um obuseiros autopropulsado de 122mm blindado para supressão de posições de tiro inimigas e defesa antitanque. No mesmo dia, os primeiros T-34 produzidos em massa saíram da linha de montagem da USTM, liberando os desenvolvedores para se concentrarem nessa tarefa. De acordo com a Ordem nº 721 do NKTP, um grupo de projeto especial liderado por L.I. Gorlizkis foi organizado no USTM. Incluiu os engenheiros N. V. Kurin, G. F. Ksyunin, AD Neklyudov, KN Ilyin, I. S. Sazanov e I. I. Emmanuilov. O Comissário do Povo Adjunto da Indústria Blindada e conhecido designer de veículos blindados soviéticos J. Ja. Kotin realizou o controle pessoal das obras. Com base no projeto revisado U-34 e nos desenvolvimentos da Usina No. 9, o grupo especial apresentou o novo projeto U-35 à Comissão Interdepartamental da Administração Principal de Artilharia (russo Главное артиллерийское управление, abreviado ГАУ - GAU) e o NKTP em 29 de outubro.

Um projeto semelhante desenvolvido pela própria Usina nº 9 foi a segunda variante apresentada à comissão interdepartamental. Para a escolha entre os dois, apenas a quantidade de retrabalho necessária e o esforço de produção foram decisivos. Em última análise, o U-35 emergiu como o vencedor. Os projetistas tiveram apenas 20 dias para construir o modelo de teste com todas as melhorias propostas, e o protótipo deveria estar pronto para testes até 25 de novembro. L.I. Gorlizki descreveu a situação durante a execução desta tarefa da seguinte forma:
“Мы все тогда жили в своём КБ. Чертежи на некоторые узлы и детали делали уже после их готовности, а рабочие в цехах работали по эскизам. Но я не помню, чтобы кто-то жаловался на их качество… Понятно, что у нас не было никакой оснастки и приспособлений, всё придумывали на месте, в перспективу. А первый образец делали с большим количеством пригоночных работ…"
“Todos nós vivíamos em nosso escritório de design durante esse período. Os desenhos de algumas peças e detalhes foram feitos depois de fabricados, e os trabalhadores no chão de fábrica usaram esboços de projeto. Mas não me lembro de ninguém reclamando da qualidade deles. É claro que não tínhamos equipamentos e dispositivos; tudo foi concebido na hora com um olho no futuro. E a primeira amostra exigiu muito trabalho de personalização.”

– Lew Gorlizki.
Portanto, os testes de fábrica não começaram em 25 de novembro como planejado, mas apenas em 30 de novembro. O protótipo U-35 fez uma marcha de 50 quilômetros e disparou 20 tiros. Os graves pontos fracos da construção tornaram-se imediatamente aparentes. A amarração do tubo e a fixação do compactador não eram confiáveis e a ventilação do compartimento de combate era ruim. Quando o tubo foi girado para a esquerda ou direita ao máximo, apareceram fendas entre o mantelete da blindagem e o painel frontal da superestrutura. O setor de tiro não correspondia aos requisitos originais, principalmente em termos de altura. Algumas dessas deficiências foram imediatamente corrigidas instalando o ventilador da torre do T-34 e expandindo o alcance transversal do canhão principal. Outras vulnerabilidades, por outro lado, exigiram medidas mais complexas para corrigi-las.

Testes estaduais do U-35 e do projeto alternativo da Usina No. 592, chamado SU-122/T-3 ou SG-122, ocorreram de 5 a 19 de dezembro de 1942 no campo de tiro de artilharia de Gorokhovetsk. O concorrente também era um veículo de artilharia autopropulsado - com o mesmo canhão principal do U-35, mas baseado no Panzer III alemão de exemplares capturados. Os testes mostraram que o U-35 era mais leve e tinha melhor proteção de blindagem e melhores capacidades off-road. O SG-122, por outro lado, ganhou em cadência de tiro, garantindo um ângulo de elevação maior. No entanto, o número incerto de tanques ainda a serem capturados no futuro tornaria impossível uma declaração sobre a possível produção desses veículos de combate. Portanto, a Comissão Estadual de Serviço no Exército Vermelho aceitou o U-35 sob a designação SU-122, mas ao mesmo tempo compilou uma lista de 48 melhorias de projeto. Devido às necessidades agudas da linha de frente, a USTM recebeu permissão para construir a primeira série de SU-122 sem corrigir as deficiências identificadas, mas antes do final de 1942 a fábrica conseguiu corrigir a maioria das deficiências. Apenas os veículos de pré-produção tinham uma carroceria "interrompida" feita de duas placas de blindagem, um pequeno painel de blindagem e não possuía ventilador e nem proteção para o telescópio panorâmico. A blindagem frontal do SU-122 construída a partir de janeiro de 1943 era feita apenas de uma placa de blindagem. Um novo mantelete de blindagem também foi introduzido, o que excluiu a penetração de balas ou fragmentos através de aberturas no ângulo de azimute mais amplo possível. Houve também uma série de outras pequenas melhorias, como tanques de combustível de maior volume.

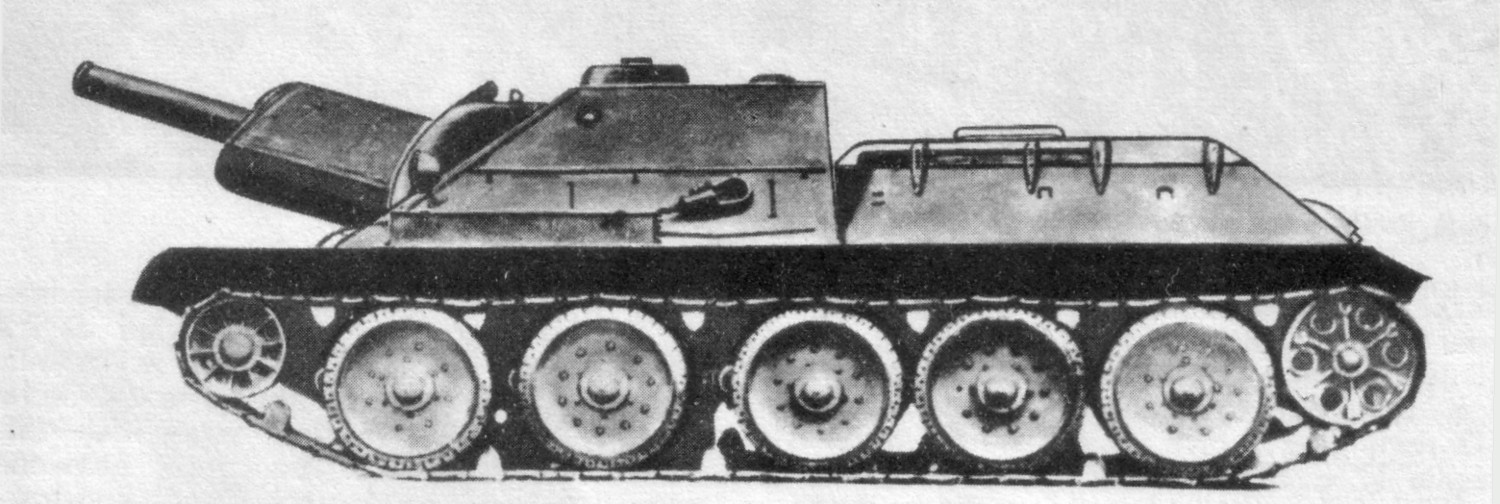
Esquema de um SU-122.

Um protótipo de um canhão de assalto, equipado com um canhão de 122 mm e construído sobre o chassi do Sturmgeschütz III alemão foi desenvolvido, e designado SG-122. Apenas 10 unidades foram concluídas. A produção foi interrompida quando perceberam que o veículo não era adequado para combate.
Simultaneamente, um canhão de assalto com base no tanque médio T-34 também foi desenvolvido. Inicialmente, utilizava o canhão F-34 de 76,2 milímetros, que equipava o T-34 1941. Este veículo, designado U-34, foi criado no Verão de 1942 no departamento do projeto UZTM. Era um destruidor de tanques com o mesmo armamento do T-34, mas devido à ausência de uma torre, o veículo era 70 cm mais baixo, teve uma blindagem mais espessa, e era 2 toneladas mais leve. Não chegou a entrar em produção.

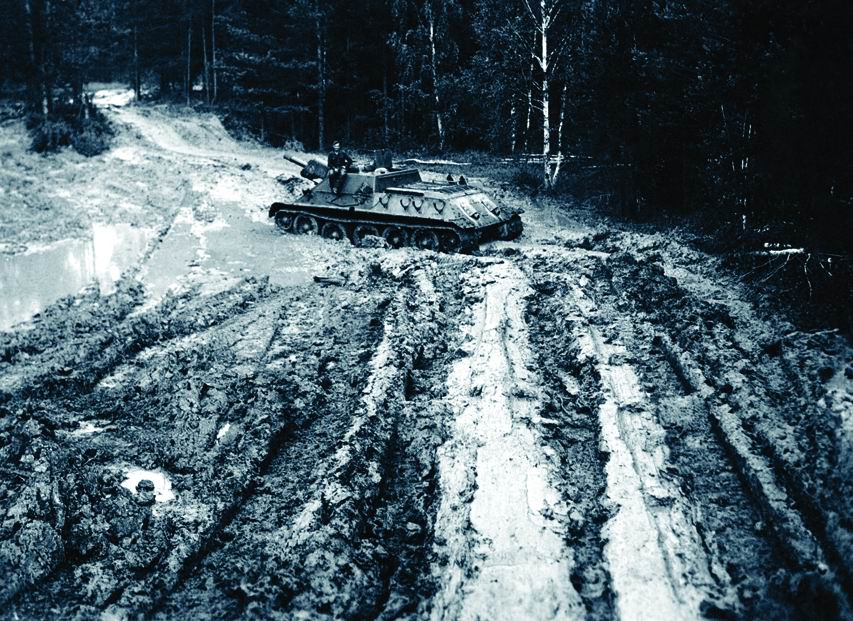
Um SU-122 na pista de provas da fábrica UZTM em julho de 1943 antes de entrar em produção.

A UZTM em seguida, trabalhou na combinação de características do U-34 e o SG-122. o trabalho inicial do projeto foi concluído entre julho e agosto de 1942. É utilizado o mesmo chassi, superestrutura, motor e transmissão do U-34, mas utilizava o novo obus de 122 mm M-30S. Possuía 45 mm de blindagem frontal e lateral. O obus M-30S pode ser elevado ou deprimido entre -3°, +26° e 10°. A tripulação de cinco homens consistia de um 1 motorista, 1 artilheiro, 1 comandante e 2 carregadores. O veículo então foi designado U-35.
Em 25 de Novembro de 1942, o primeiro protótipo do U-35 estava pronto. Testes ocorreram entre 30 de novembro a 19 de dezembro de 1942, e se descobriram várias falhas no projeto, incluindo a elevação insuficiente, um mecanismo de transferência de projétil falho, pouca ventilação para o compartimento da tripulação e do fato de que o comandante teve que auxiliar no funcionamento do canhão, que o deixou incapaz para realizar com êxito as suas outras funções. O U-35 entrou em serviço com o Exército Vermelho como o SU-35 (mais tarde renomeado para SU-122), apesar dessas falhas.
A produção do SU-122S, um protótipo melhorado e construído após que testes foram conduzidos. Eles incorporaram várias modificações, incluindo uma blindagem frontal ligeiramente menos inclinada, para facilitar a produção, a disposição modificada do compartimento de combate (a localização dos lugares dos tripulantes e caixas de munições foram alteradas), menos aberturas para visão, e um periscópio para o comandante. Os primeiros veículos dessa produção foram concluídos antes mesmo de 1943.

## Histórico de produção
A produção do SU-122 começou em dezembro de 1942 com 27 veículos construídos naquele mês. O plano original para a produção além desse ponto era de produzir 100 veículos a cada mês. A produção continuou até o verão europeu de 1944, altura em que um total de cerca de 1.150 veículos tinham sidos construídos.

## Histórico de combate

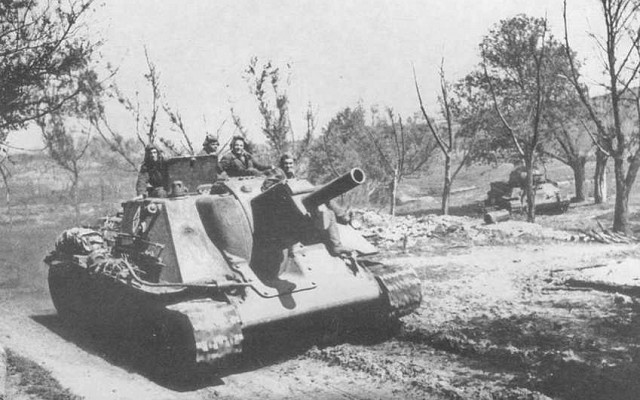
Canhão de assalto SU-122 do 4º Exército soviético durante a Operação Kutuzov, 1943.

Os primeiros veículos produzidos em dezembro de 1942 foram enviados para centros de formação e duas novas unidades de combate, os regimentos de artilharia autopropulsada 1433º e 1434º. Inicialmente, cada um destes regimentos mistos consistiu em duas fileiras com quatro veículos e cada quatro baterias com quatro SU-76 cada. Cada regimento tinha um destruidor de tanques SU-76 como um veículo de comando. Foi planejado para levantar 30 regimentos de artilharia autopropulsadas operando dentro de regimentos blindados e mecanizados.
Em janeiro de 1943, os regimentos 1433º e 1434º foram enviados para a Frente de Volkhov, perto de Leningrado, como parte do 54º exército. Em 14 de janeiro combateram pela primeira vez na região de Smierdny. Depois disso, foi decidido que o SU-122 deveria seguir entre 400 e 600 metros atrás dos tanques de ataque. Às vezes, essa distância era encurtada entre 200 e 300 metros.
O uso do SU-76 juntamente com SU-122 não foi bem sucedido. Com base na experiência de combate, a organização dos regimentos de artilharia autopropulsadas foram mudadas. A nova organização regimental consistiu de duas baterias de SU-76 e três de SU-122, para um total de 20 canhões de assalto. Em Abril, a organização dos regimentos de artilharia autopropulsadas foi novamente alterada.
O regimento de artilharia autopropulsada meio consistiu em quatro baterias de quatro SU-122 cada. Cada regimento também foi equipado com um SU-122 adicional ou um T-34 para o comandante e um carro blindado BA-64. Esta organização permaneceu té o início de 1944, quando o SU-122 começou a ser substituído pelos destruidores de tanques mais pesados SU-152, ISU-122, ISU-152 e SU-85.
O SU-122 provou ser eficaz na sua função pretendida de fogo direto sobre fortificações. O projétil do tipo HE (High-Explosive, tradução para Alta-explosão), se mostrou suficiente para explodir a torre de até mesmo um Tiger I. O novo projétil BP-460A HEAT foi introduzido maio 1943, no entanto o seu design de sua ogiva primitiva era apenas minimamente mais eficaz do que efeitos do projétil HE.
Pelo menos um SU-122 foi capturado pelo exército alemão, e um pequeno número de SU-122 sobreviveram à guerra. Atualmente, apenas um exemplar permanece em exposição, no Museu de Blindados de Kubinka.[carece de fontes?]

## Ligações Externas
- Imagens do SU-122
- Modelo SU-122
- Sobre SU-122